# باشگاه فوتبال اوکسبریج
باشگاه فوتبال اوکسبریج (به انگلیسی: Uxbridge Football Club) یک باشگاه فوتبال در شهر اوکسبریج، کشور انگلستان است که در سال ۱۸۷۱ میلادی تأسیس شده‌است.